# Palacio del marqués de Camarasa (Madrid)
El palacio del marqués de Camarasa es un edificio en la calle del Barquillo en Madrid, antigua residencia nobiliaria con orígenes en el siglo XVI.

## Historia

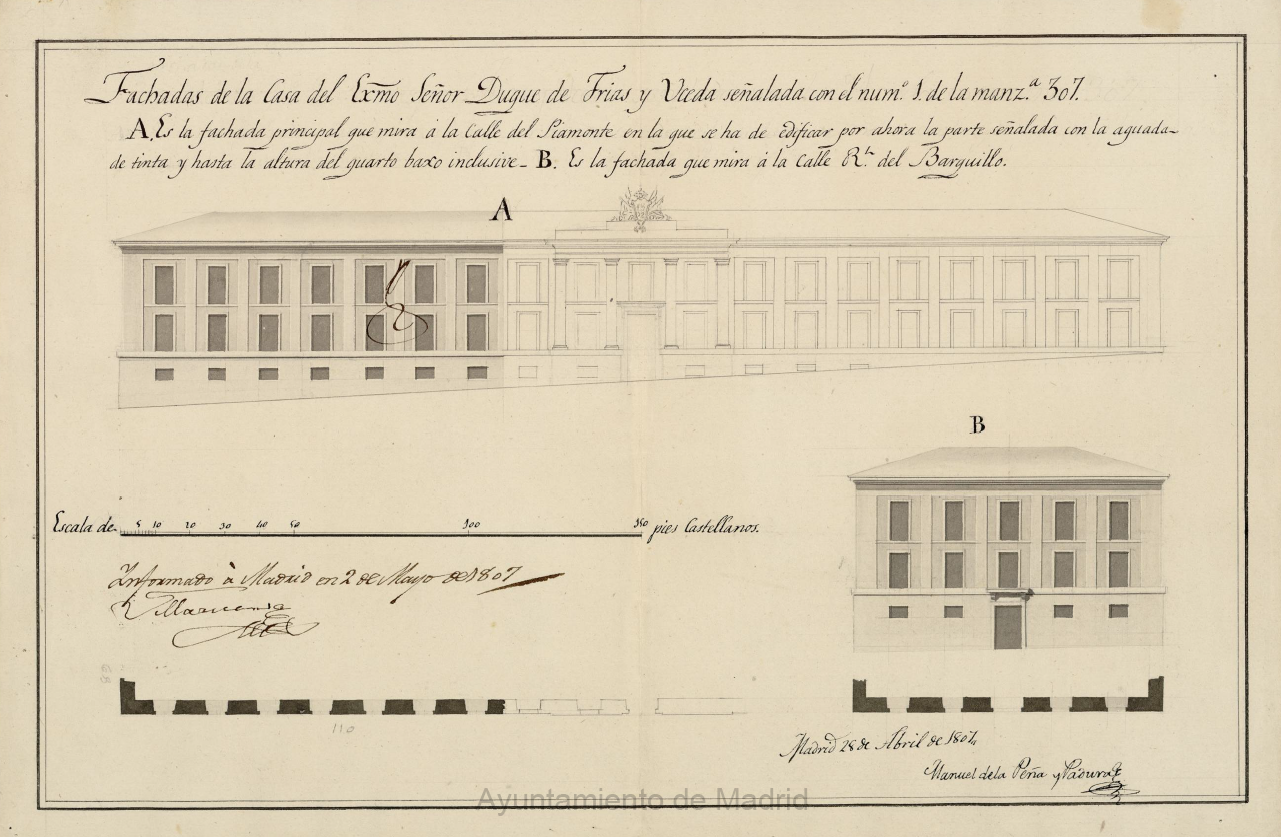
La fachada del Palacio de los duques de Frías, incluyendo en color más oscuro las fachadas de la ampliación que sirvió como base al XIII marqués de Camarasa para construir su palacio. (Proyecto según Manuel de la Peña y Padura, 1807)

El origen del palacio se encuentra en el conocido como palacio de los duques de Frías que ocupó toda la manzana, y sería conocido a finales del siglo XIX como palacio de Béjar, aunque muy reducido en su extensión original.En 1807 el palacio había sido ampliado hacia la calle del Barquillo según proyecto de Manuel de la Peña y Padura, bajo supervisión de Juan de Villanueva. El proyecto aseguró la uniformidad del edificio en su fachada a la calle del Piamonte.

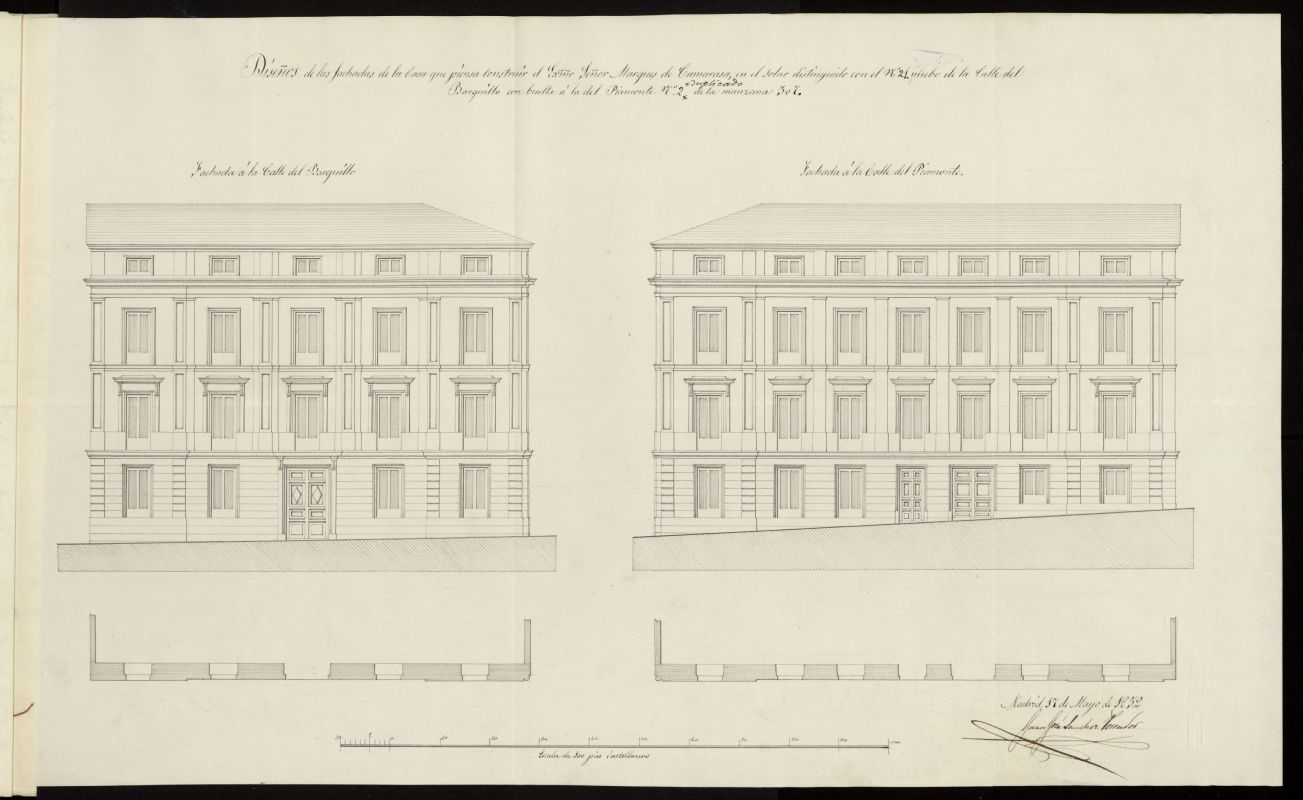
Fachadas del palacio en el proyecto original

Hacia mediados del siglo XIX, una parte del palacio de los duques de Frías, en concreto la que tenía vuelta a la calle del Barquillo era propiedad de Francisco de Borja Gayoso de los Cobos y Téllez-Girón, XIII marqués de Camarasa. En 1851 este noble mandó construir sobre esta parte del edificio del palacio de los Duques de Frías, una casa-palacio que sobrevive en la actualidad según diseño de Juan José Sánchez Pescador. Posteriormente la casa continuaría, al menos, hasta finales del siglo XIX en manos de los sucesivos marqueses de Camarasa.

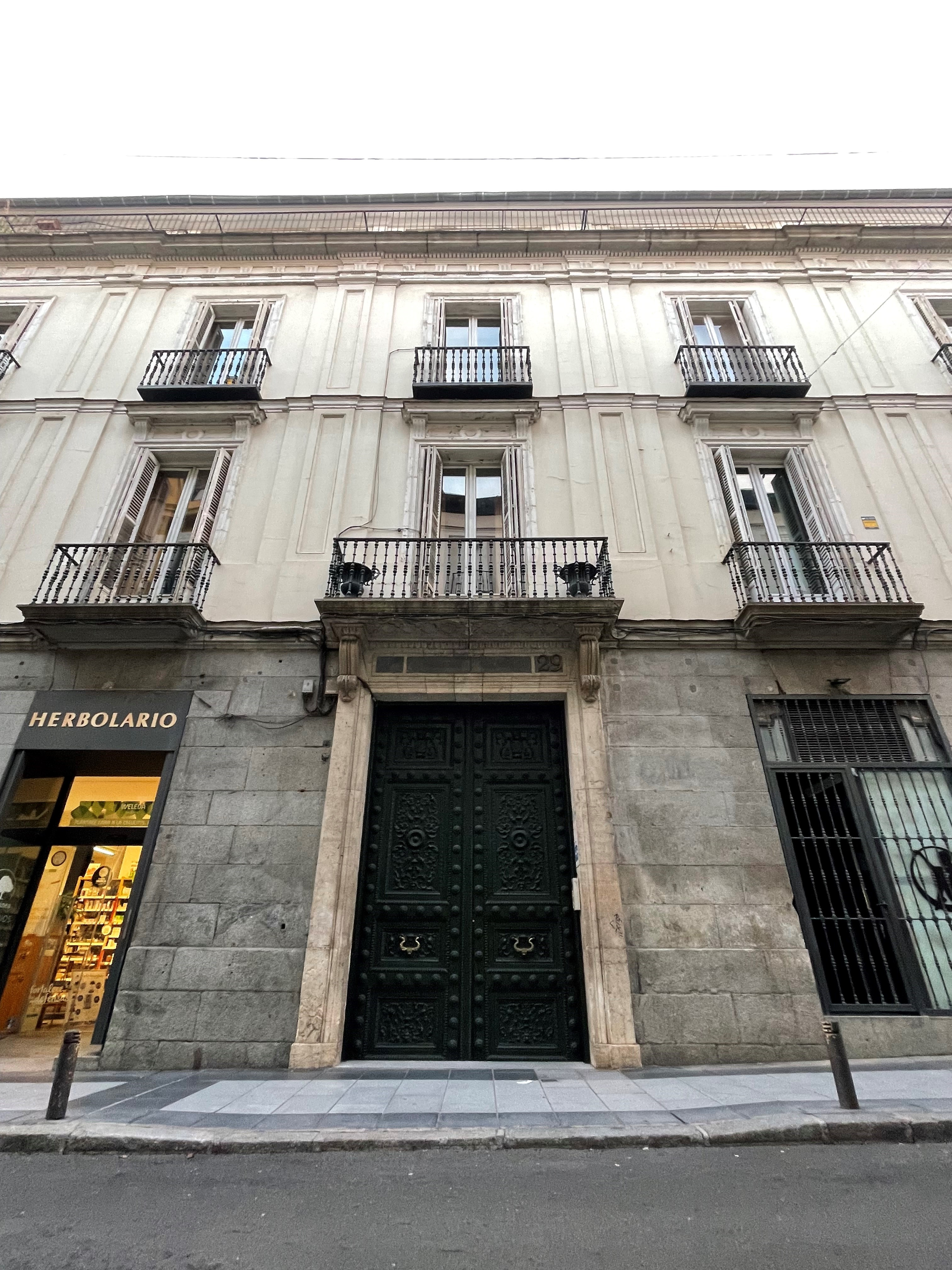
Vista de la fachada principal a la calle del Barquillo

## Descripción

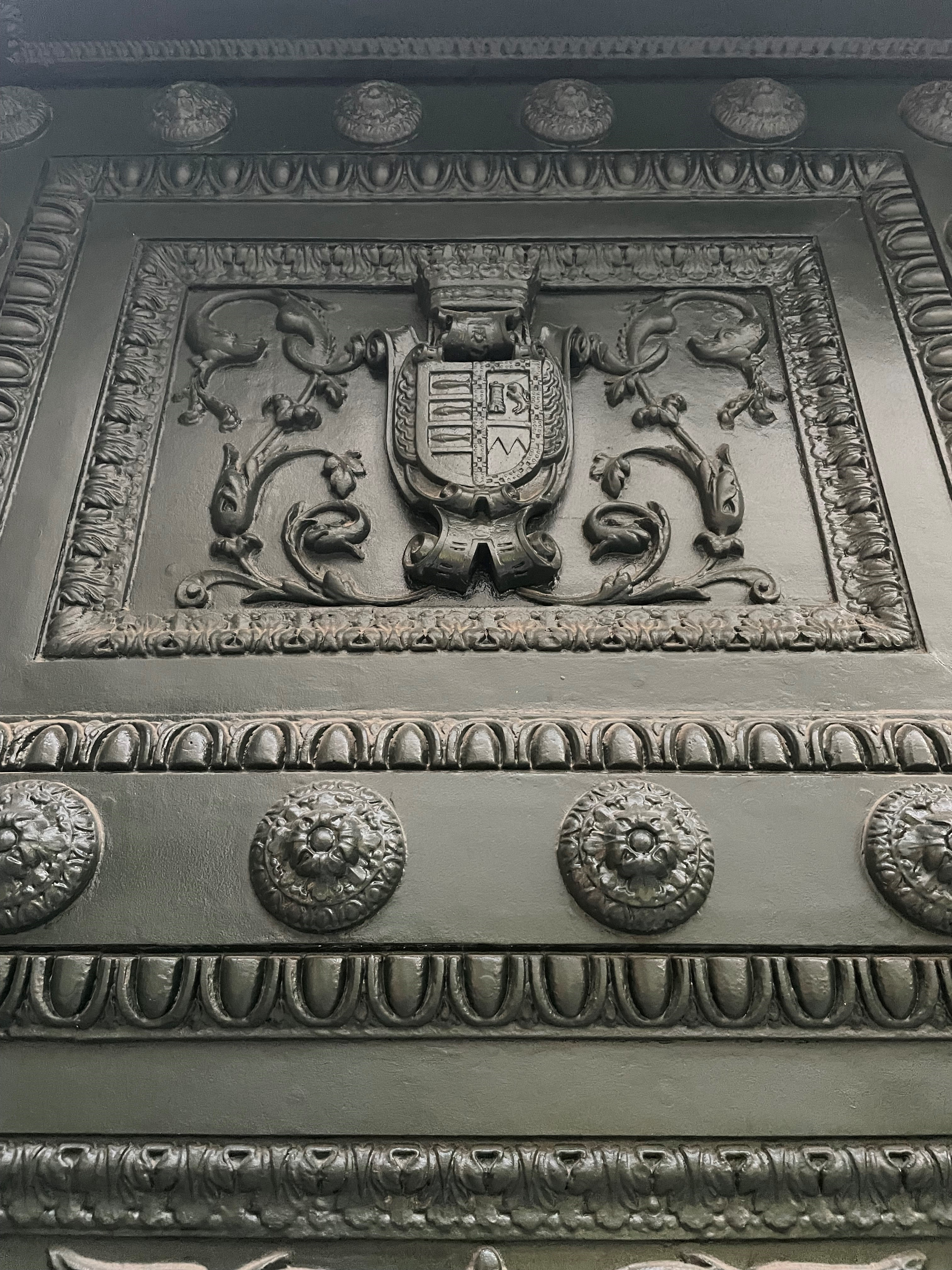
Escudo del XIII marqués de Camarasa en la parte superior de las puertas del edificio actual

Se trata de un importante edificio de estilo neoclásico de tres alturas. Cuenta con una importante puerta de dos hojas forrada de hierro, de gusto neoclásico-Luis-Felipe, ricamente decoradas con grutescos. En la parte superior de las hojas exteriores de esta puerta se disponen las armas del XIII marqués de Camarasa, que cuentan en el primer cuartel de las armas de los Gayoso y en el segundo las de los Téllez-Girón.
El edificio se encuentra protegido con carácter de Bien de Interés Cultural, dentro del conjunto Villa de Madrid.

### Individuales
1. ↑  Vigara Zafra, Juan Antonio (12 de noviembre de 2020). «La problemática entre el centro y la periferia en las residencias palaciegas de las élites nobiliarias españolas del siglo XVIII». II Congreso Internacional Palacios en alquiler: Patrimonio inmobiliario en el Madrid del siglo XVIII (UNED).
2. ↑  «Licencia al Sr. Duque de Trias para construir las caballerizas en la calle de Piamonte con vuelta a la Real del Barquillo nº 1 antiguo manzana 307». Memoriademadrid. 1807.
3. ↑  «Camarasa (Sr. Marqués de)». Anuario general del comercio, de la industria y de las profesiones de la magistratura y de la administración ó Diccionario Indicador... Imp. Oficinas del Anuario. 1863. p. 121. Consultado el 27 de diciembre de 2022.
4. ↑  «Licencia al Marqués de Camarasa para construir en calle del Barquillo 7 (actual 29), manzana 307». Memoria de Madrid. 1852.
5. ↑  «Anuario del comercio, de la industria, de la magistratura y de la administración. 1881». Anuario del comercio, de la industria, de la magistratura y de la administración: 79. 1881.
6. ↑  «CALLE DE BARQUILLO 29». Ayuntamiento de Madrid.

- Datos: Q118765840
- Multimedia: Palacio del marqués de Camarasa (Madrid) / Q118765840